# Nông dân

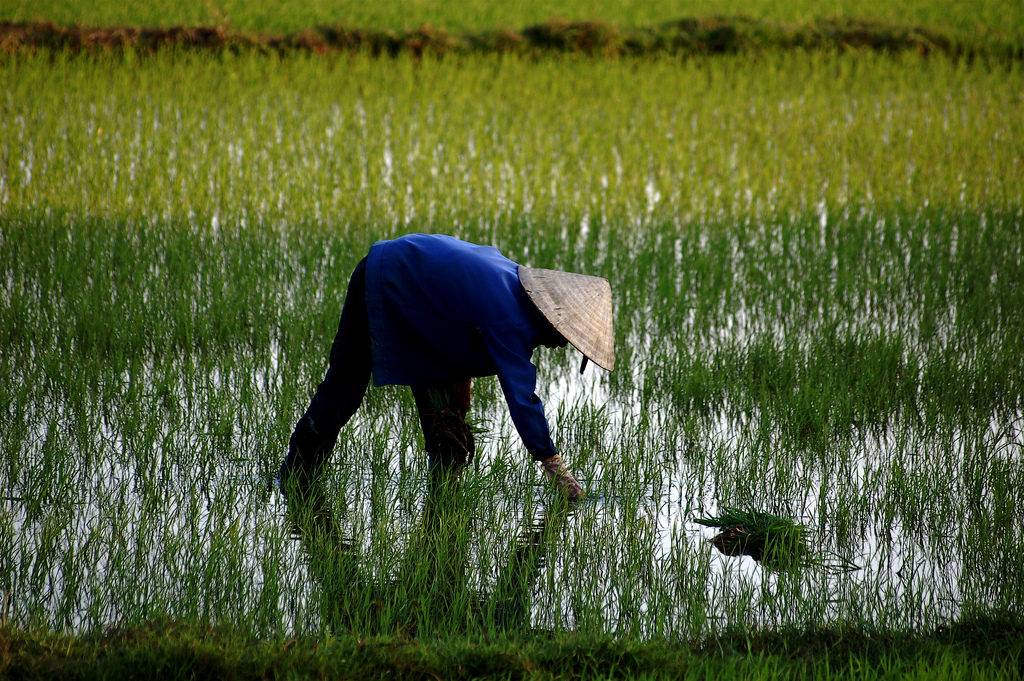
Một nông dân ở Việt Nam

Nông dân là những người lao động cư trú ở nông thôn, tham gia sản xuất nông nghiệp. Nông dân sống chủ yếu bằng ruộng vườn, sau đó đến các ngành nghề mà tư liệu sản xuất chính là đất đai. Tùy từng quốc gia, từng thời kì lịch sử, người nông dân có quyền sở hữu khác nhau về ruộng đất. Họ hình thành nên giai cấp nông dân, có vị trí, vai trò nhất định trong xã hội.
Trong lịch sử, nhiều nền văn minh lấy nông nghiệp làm nền tảng đã phát triển giai cấp nông dân, được tổ chức chặt chẽ nhất là trong nền văn minh Ai Cập. Đến thời kỳ Hy Lạp, La Mã, hình thành dần tầng lớp tiểu nông từ những cơ sở ruộng đất lớn của chủ đất, hay chúa đất. Tiếp đó, ở nông thôn tầng lớp phú nông, địa chủ, cùng với tư sản thành thị.
Ngày nay, nông dân có sinh hoạt tổ chức khác nhau trên từng địa phương, quốc gia. Nhìn chung, nông dân là những người nghèo, bị phụ thuộc vào các tầng lớp trên hay còn gọi là tá điền, nông nô. Ở các quốc gia vùng châu thổ các sông lớn ở Đông Nam Á, người nông dân lao động nặng nhọc nhưng hiệu quả công việc và năng suất lao động thấp. Ở các nước phương Tây, trung nông là tầng lớp quan trọng, tầng lớp tiểu nông ngày các ít đi. Ở Mỹ, chủ trang trại có sự hợp đồng với các công ty vật tư, hóa chất, cơ khí và sử dụng các nhân công tạm thời. Các chủ trang trại chiếm 10% cơ cấu dân 
số nhưng nông dân làm ra hai phần sản lượng nông nghiệp của Mỹ.

## Thống kê
Một ví dụ về sản lượng nông nghiệp đáng chú ý của một tỉnh thuộc Đồng bằng sông Hồng Việt Nam (tỉnh Nam Định).:
|                                           | Năm 2010 | Ước tính năm 2011 |
| ----------------------------------------- | -------- | ----------------- |
| 1. Giá trị sản xuất nông nghiệp           |          |                   |
| 1.1. Theo giá thực tế                     |          |                   |
| a. Số tuyệt đối (tỷ đồng)                 | 15.959   | 19.101            |
| Nông nghiệp                               | 13.453   | 16.117            |
| b. Cơ cấu (%)                             | 100,00   | 100,00            |
| Nông nghiệp                               | 84.30    | 84.38             |
| 1.2. Theo giá so sánh 1994                |          |                   |
| a. Số tuyệt đối (tỷ đồng)                 | 4.454    | 4.592             |
| Nông nghiệp                               | 3.592    | 3.674             |
| b. Chỉ số phát triển so với năm trước (%) | 105.12   | 103.10            |
| Nông nghiệp                               | 104.57   | 102.29            |
| 2. Diện tích giao trồng cây hàng năm (ha) | 197.396  | 100.1             |
| Cây lương thực                            | 163.372  | 99.6              |
| Trong đó: Lúa                             | 158.358  | 99.6              |
| Cây có củ                                 | 3.088    | 89.4              |
| Cây mía                                   | 205      | 93.6              |
| Cây thuốc lá, thuốc lào                   | 72       | 100.0             |
| Cây lấy sợi                               | 229      | 100.0             |
| Cây có chứa hạt dầu                       | 9.359    | 109.4             |
| Cây rau, đậu, hoa, cây cảnh               | 20.563   | 101.4             |
| Cây hàng năm khác                         | 508      | 96.0              |
| 3. Năng suất lúa cả năm (tạ/ha)           | 117.93   | 120.03(*)         |
| Vụ xuân                                   | 68.78    | 68.18(*)          |
| Vụ mùa                                    | 49.15    | 51.85(*)          |
| 4. Sản lượng lương thực các hạt (tấn)     | 952.703  | 98.0              |
| Trong đó: Thóc                            | 931.672  | 97.9              |
| Ghi chú: (*) là năng suất lúa năm 2010    |          |                   |

## Vai trò
Nông dân Việt Nam đóng vai trò quan trọng trong quá trình công nghiệp hóa, hiện đại hóa nhất là đối với nông nghiệp nông thôn, vì đây là lực lượng chiếm số lượng đa số trong cả nước và cũng chính họ đã có nhiều đóng góp đáng tự hào từ lịch sử đến hiện nay.
Nông dân chính là những người tích cực tham gia vào quá trình xây dựng nông thôn, chủ động, sáng tạo trong xây dựng kết cấu cơ sở hạ tầng kinh tế - xã hội; trong quá trình tổ chức sản xuất công nghiệp hóa, hiện đại hóa nông nghiệp, nông thôn; trong gìn giữ nếp sống văn hóa, thuần phong mỹ tục và là nhân tố góp phần quan trọng vào xây dựng hệ thống chính trị - xã hội vững mạnh, bảo đảm an ninh trật tự tại cơ sở.
Trong quá trình xây dựng nông thôn mới hiện nay, nông dân giữ vị trí là chủ thể. Đây là sự khẳng định đúng đắn, cần thiết, nhằm phát huy nhân tố con người, khơi dậy và phát huy mọi tiềm năng của nông dân vào công cuộc xây dựng nông thôn cả về kinh tế - văn hóa và xã hội, đồng thời bảo đảm những quyền lợi chính đáng của họ.

## Đào tạo
Nhiều người Việt Nam với suy nghĩ rằng ngành nông nghiệp hay cụ thể nghề nông dân là một công việc vất vả, không cần phải đào tạo qua trường lớp. Tuy nhiên, với tốc độ phát triển của đất nước ta, đây hoàn toàn một quan niệm sai lầm. Nông nghiệp không chỉ là nghề trồng lúa, trồng cây mà hiện nay nông nghiệp còn gắn liền với công việc sản xuất và phân phối thực phẩm. Qua đó, vai trò và trách nhiệm của người nông dân cũng được củng cố đáng kể. Công nghệ khoa học mới đòi hỏi người nông dân phải có những kiến thức cơ bản và đúng đắn, có như vậy mới đảm bảo được hiệu quả và năng suất lao động. Bên cạnh đó, những tác động về công nghệ và phát triển xã hội, những người đầu tàu trong lĩnh vực này còn đóng vai trò quan trọng trong việc bảo tồn nông thôn, cụ thể là bảo vệ môi trường và tài nguyên thiên nhiên. Sinh viên tốt nghiệp có thể chọn làm việc trong các lĩnh vực chuyên môn như nông nghiệp, bảo vệ môi trường, nghiên cứu khoa học dựa trên các vấn đề môi trường… Ngoài ra, sinh viên còn có thể lựa chọn kinh doanh hoặc học lên cao để làm luật sư chuyên ngành này.
Theo con đường truyền thống, các bạn trẻ sau khi học cấp trung học phổ thông có thể tham dự kỳ thi đại học (khối A hoặc B) để thi tuyển sinh vào các trường đại học chuyên nghiệp về ngành nông nghiệp như: Đại học Nông nghiệp Hà Nội, Đại học Nông lâm - Đại học Thái Nguyên, Đại học Nông lâm TPHCM... Tùy thuộc vào việc thí sinh muốn định hướng công việc của mình như thế nào trong tương lai thì có thể chọn các ngành tương ứng như: Khoa Nông học; Khoa Chăn nuôi và Nuôi trồng Thủy sản; Khoa Thú y; Khoa Quản lý đất đai; Khoa Môi trường;...